# Торпедные катера типа «Ш-4»
Торпедные катера типа «Ш-4» — проект советских глиссирующих торпедных катеров, созданный в конце 1920-х годов.

## История проектирования
17 сентября 1919 года Реввоенсовет Балтфлота на основании акта осмотра поднятого со дна в Кронштадте английского 55-футового торпедного катера (англ. 55-ft CMB) обратился в Реввоенсовет с просьбой дать распоряжение о срочной постройке на наших заводах быстроходных катеров английского типа. Вопрос был рассмотрен весьма быстро, и уже 25 сентября 1919 года ГУК сообщил в Реввоенсовет, что «ввиду отсутствия механизмов особого типа, до сих пор не изготавливаемых в России, постройка серии подобных катеров в настоящее время, безусловно, неосуществима».
В 1922 году глиссирующими катерами заинтересовалось и «Остехбюро» Бекаури. По его настоянию 7 февраля 1923 года Главное морское техническо-хозяйственное управление Наркомата по морским делам обратилось с письмом в ЦАГИ «в связи с возникшей потребностью для флота в глиссерах, тактические задания коих: район действия 150 км, скорость 100 км/ч, вооружение один пулемёт и две 45-см мины Уайтхеда, длина 5553 мм, вес 802 кг». Предполагалось, что новые глиссеры разместятся на крейсерах. На «Профинтерне» и на «Червоной Украине» предполагалось сделать для этого добавочные сваливающиеся шлюпбалки.
6 марта 1927 года катер АНТ-3, позже получивший название «Первенец», отправили по железной дороге из Москвы в Севастополь. 14 марта катер прибыл на Черное море, а 17 марта спущен на воду. С 30 апреля по 16 июля того же года проходили испытания АНТ-3.
На базе АНТ-3 был создан катер АНТ-4, развивший на испытаниях скорость 47,3 узла (87,6 км/ч).

## История строительства
По типу АНТ-4 было начато серийное производство торпедных катеров, получивших название Ш-4. Строились они в Ленинграде на заводе им. Марти (бывший Адмиралтейский судостроительный завод). Стоимость катера составляла 200 тысяч рублей. Корабли этого типа выпускались по ноябрь 1932 года пятью сериями и поступали на комплектование отрядов торпедных катеров Балтийского, Черноморского и Тихоокеанского флотов. Всего было построено 59 (по другим данным[каким?] — 84 катера) типа Ш-4. На серийных катерах устанавливали двигатели «Райт-Тайфун». Хотя вскоре началось замещение этих катеров более совершенными других типов, известно, что 13 катеров типа Ш-4 участвовали в Великой Отечественной войне. 